# Solenosmilia variabilis
Solenosmilia variabilis es una especie de coral de la familia Caryophylliidae, orden Scleractinia. 
Es un coral que secreta carbonato cálcico para formar un esqueleto, y construye arrecifes en aguas profundas. 

## Morfología
Su corallum, o esqueleto colonial, es de forma arbustiva. Las ramas se anastomosan con frecuencia. Normalmente, los cálices no exceden de 5 mm de diámetro calicular, los extremos de las ramas oscilan entre 3 y 8 mm de diámetro, y sus bases son gruesas, alcanzando los 20 mm de diámetro. Su coenesteum puede ser blanco y suave, o granulado y gris claro. Los septa están dispuestos en seis sistemas y tres ciclos completos. Poseen columela rudimentaria.

## Hábitat y distribución
Es una especie semi-cosmopolita. Se encuentra ampliamente distribuida en el Atlántico, incluido el Mediterráneo, y en el Indo-Pacífico, incluido el mar Rojo. También en zonas circumpolares, aunque no en la Antártida continental. 
Localizado mayoritariamente en aguas profundas, en montañas, laderas y lomas marinas, y sin mucha iluminación. 
Desde 50 hasta 3.465 m de profundidad, y en un rango de temperatura entre  0.61 y 26.47 °C.

## Alimentación
Se nutren del plancton que atrapan con sus tentáculos, y absorbiendo materia orgánica disuelta del agua, ya que la especie carece de algas zooxantelas que puedan proporcionarle nutrientes.

## Reproducción
Son gonocóricos, o de sexos separados. Producen esperma y huevos que se fertilizan externamente en el agua. Los huevos fertilizados evolucionan en la columna de agua hasta que se convierten en larvas; éstas navegan en estado planctónico, antes de desarrollarse en pólipos que se fijan al sustrato y secretan un esqueleto calcáreo, el coralito.
Como la mayoría de los corales, también se reproducen asexualmente, mediante la gemación intratentacular de cada pólipo en dos o más nuevos pólipos, dando así origen a la colonia.